# Another Perfect Day
| Оценки критиков | Оценки критиков |
| Источник        | Оценка          |
| --------------- | --------------- |
| Allmusic        | [ 2 ]           |
| Kerrang!        | (отрицательный) |
| Martin Popoff   | [ 4 ]           |

Another Perfect Day (с англ. — «Ещё один прекрасный день») — шестой студийный альбом британской рок-группы Motörhead, выпущенный 4 июня 1983 года на лейбле Bronze Records (в Северной Америке — на лейбле Mercury).

## Об альбоме
Первый альбом группы, записанный без Эдди Кларка, который покинул коллектив в мае 1982 года. Его место занял Брайан «Роббо» Робертсон. В связи с его манерой игры на гитаре альбом стал самым мелодичным и оригинальным в истории группы. Также альбом является последним альбомом группы, изданным в 80-е, записанным втроём: вскоре после издания альбома группу покинули Робертсон и Тейлор, а на замену им пришли Фил Кэмпбелл, Мик «Вёрзель» Бёрстон (оба — соло-гитара) и Пит Гилл (ударные).
Ни одна из песен альбома не исполнялась на концертах с момента ухода Робертсона (1983) до 2004 года. После этого «Shine», «Dancing on Your Grave», «I Got Mine» и «Another Perfect Day» заняли места в сет-листе группы.
Альбом был переиздан в 1988 году, вместе с альбомом Overkill, и в 2006 году.
Песни «Back at the Funny Farm» и «Marching Off to War» вошли в саундтрек к игре Brütal Legend.
Бразильская метал-группа Sepultura (с порт. — «Могила») взяла своё название, после того как Макс Кавалера перевёл текст песни «Dancing on Your Grave» (с англ. — «Танцуя на твоей могиле»).

## Список композиций
Все песни написаны Лемми, Брайаном Робертсоном и Филом Тейлором, кроме отмеченных
| №   | Название                 | Длительность |
| --- | ------------------------ | ------------ |
| 1.  | «Back at the Funny Farm» | 4:14         |
| 2.  | «Shine»                  | 3:11         |
| 3.  | «Dancing on Your Grave»  | 4:29         |
| 4.  | «Rock It»                | 3:55         |
| 5.  | «One Track Mind»         | 5:55         |
| 6.  | «Another Perfect Day»    | 5:29         |
| 7.  | «Marching Off to War»    | 4:11         |
| 8.  | «I Got Mine»             | 5:24         |
| 9.  | «Tales of Glory»         | 2:56         |
| 10. | «Die You Bastard»        | 4:25         |

| №   | Название                       | Автор(ы)             | Оригинальное издание            | Длительность |
| --- | ------------------------------ | -------------------- | ------------------------------- | ------------ |
| 11. | «Turn You Round Again»         |                      | Сторона «Б» сингла «I Got Mine» | 3:57         |
| 12. | «Hoochie Coochie Man» (Live)   | Вилли Диксон         | Сторона «Б» сингла «Shine»      | 6:31         |
| 13. | «(Don't Need) Religion» (Live) | Лемми, Кларк, Тейлор | Сторона «Б» сингла «Shine»      | 2:54         |

### Deluxe Edition
В 2006 переиздание альбома включало в себя бонус-диск, содержащий концертные записи группы сделанные на концерте в Манчестере, 10 июня 1983 года. На диск, содержащий собственно альбом Another Perfect Day также была добавлена композиция «Turn You Round Again», в остальном его состав совпадает с оригинальным изданием.
Все песни написаны Лемми, Брайаном Робертсоном и Филом Тейлором, кроме отмеченных
| №   | Название                                                 | Длительность |
| --- | -------------------------------------------------------- | ------------ |
| 1.  | «Back at the Funny Farm»                                 | 4:14         |
| 2.  | «Shine»                                                  | 3:11         |
| 3.  | «Dancing on Your Grave»                                  | 4:29         |
| 4.  | «Rock it»                                                | 3:55         |
| 5.  | «One Track Mind»                                         | 5:55         |
| 6.  | «Another Perfect Day»                                    | 5:29         |
| 7.  | «Marching off to War»                                    | 4:11         |
| 8.  | «I Got Mine»                                             | 5:24         |
| 9.  | «Tales of Glory»                                         | 2:56         |
| 10. | «Die You Bastard!»                                       |              |
| 11. | «Turn You Round Again» (Сторона «Б» сингла «I Got Mine») |              |

| №   | Название                                    | Автор(ы)                      | Длительность |
| --- | ------------------------------------------- | ----------------------------- | ------------ |
| 1.  | «Back at the Funny Farm» (Live)             |                               |              |
| 2.  | «Tales of Glory» (Live)                     |                               |              |
| 3.  | «Heart of Stone» (Live)                     | Лемми, Кларк, Тейлор          |              |
| 4.  | «Shoot You in the Back» (Live)              | Лемми, Кларк, Тейлор          |              |
| 5.  | «Marching off to War» (Live)                |                               |              |
| 6.  | «Iron Horse/Born to Lose» (Live)            | Тейлор, Мик Браун, Гай Лоренс |              |
| 7.  | «Another Perfect Day» (Live)                |                               |              |
| 8.  | «(I'm Your) Hoochie Coochie Man» (Live)     | Вилли Диксон                  | 6:31         |
| 9.  | «(Don't Need) Religion» (Live)              | Лемми, Кларк, Тейлор          | 2:54         |
| 10. | «One Track Mind» (Live)                     |                               |              |
| 11. | «Go to Hell» (Live)                         | Лемми, Кларк, Тейлор          |              |
| 12. | «America» (Live)                            | Лемми, Кларк, Тейлор          |              |
| 13. | «Shine» (Live)                              |                               |              |
| 14. | «Dancing on Your Grave» (Live)              |                               |              |
| 15. | «Rock it» (Live)                            |                               |              |
| 16. | «I Got Mine» (Live)                         |                               |              |
| 17. | «Bite the Bullet» (Live)                    | Лемми, Кларк, Тейлор          |              |
| 18. | «The Chase Is Better Than the Catch» (Live) | Лемми, Кларк, Тейлор          |              |

## Участники записи
- Иэн Фрэйзер «Лемми» Килмистер — вокал, бас-гитара
- Брайан «Роббо» Робертсон — гитара
- Фил «Грязное Животное» Тейлор — ударные

## Позиции в чартах
| Год  | Чарт               | Позиция |
| ---- | ------------------ | ------- |
| 1983 | Billboard 200      | 153     |
| 1983 | UK Albums Chart    | 20      |
| 1983 | Sverigetopplistan  | 18      |
| 1983 | Mega Album Top 100 | 39      |